# Kinixys spekii
Kinixys spekii är en sköldpaddsart som beskrevs av den brittiske zoologen Gray 1863. Kinixys spekii ingår i släktet Kinixys och familjen landsköldpaddor. Inga underarter finns listade i Catalogue of Life.
Arten förekommer i Afrika från Kongo-Brazzaville och Kenya i norr till Sydafrika.